# Okulografia
Okulografia (ang. eye tracking, śledzenie ruchów gałek ocznych) – technika stosowana od ponad 100 lat w takich dziedzinach, jak psychologia, medycyna, ergonomia, interakcja człowiek-komputer czy marketing w celu śledzenia punktu skupienia wzroku, ruchów gałki ocznej oraz rozmiaru źrenicy osoby badanej.
Istnieje wiele metod umożliwiających rejestrację aktywności wzrokowej człowieka począwszy od zwykłej bezpośredniej obserwacji, poprzez inwazyjne metody mechaniczne, a skończywszy na badaniu różnicy potencjałów elektrycznych pomiędzy dwiema stronami gałki ocznej.
Jedną z najpopularniejszych metod jest rejestracja wideo aktywności wzrokowej za pomocą urządzeń zamontowanych na głowie (eyetracking mobilny) i umożliwiające przemieszczanie się badanego lub umieszczonych zdalnie (remote eyetracking) np. na biurku, czasem zintegrowane z monitorem. Prezentowany badanemu materiał jest używany w późniejszej analizie zapisu aktywności wzrokowej i łączony z tymi wynikami jako „tło”. Aktualnie, w metodzie tej najczęściej stosuje się kamery podczerwone, ułatwiające identyfikację źrenicy oraz lokalizację odbicia rogówkowego, co pozwala na określenie wektora patrzenia.
Wyniki prezentowane są w trzech zasadniczych formach:
- Film z markerem oznaczającym aktualne skupienie wzroku
- Mapy cieplne
- Mapy fiksacji
- Wyniki dla określonych rejonów zainteresowania (statycznych dla materiałów statycznych i dynamicznych dla materiałów video)

## Historia
Historia okulografii rozpoczyna się w XIX wieku, kiedy to dokonywano badania ruchu gałek ocznych metodą bezpośrednich obserwacji.
W 1879 roku, w Paryżu, Louis Émile Javal zauważył, że czytanie nie wymaga dokładnego wodzenia oczami wzdłuż tekstu, jak wcześniej zakładano. Do tego procesu wystarczy seria krótkich pauz (tzw. fiksacji) połączonych szybkimi sakadami. Ta obserwacja przyniosła odpowiedzi na pytania dotyczące czytania: Na jakich słowach zatrzymujemy wzrok? Na jak długo? W jakiej sytuacji wracamy do słów wcześniej widzianych w tekście?

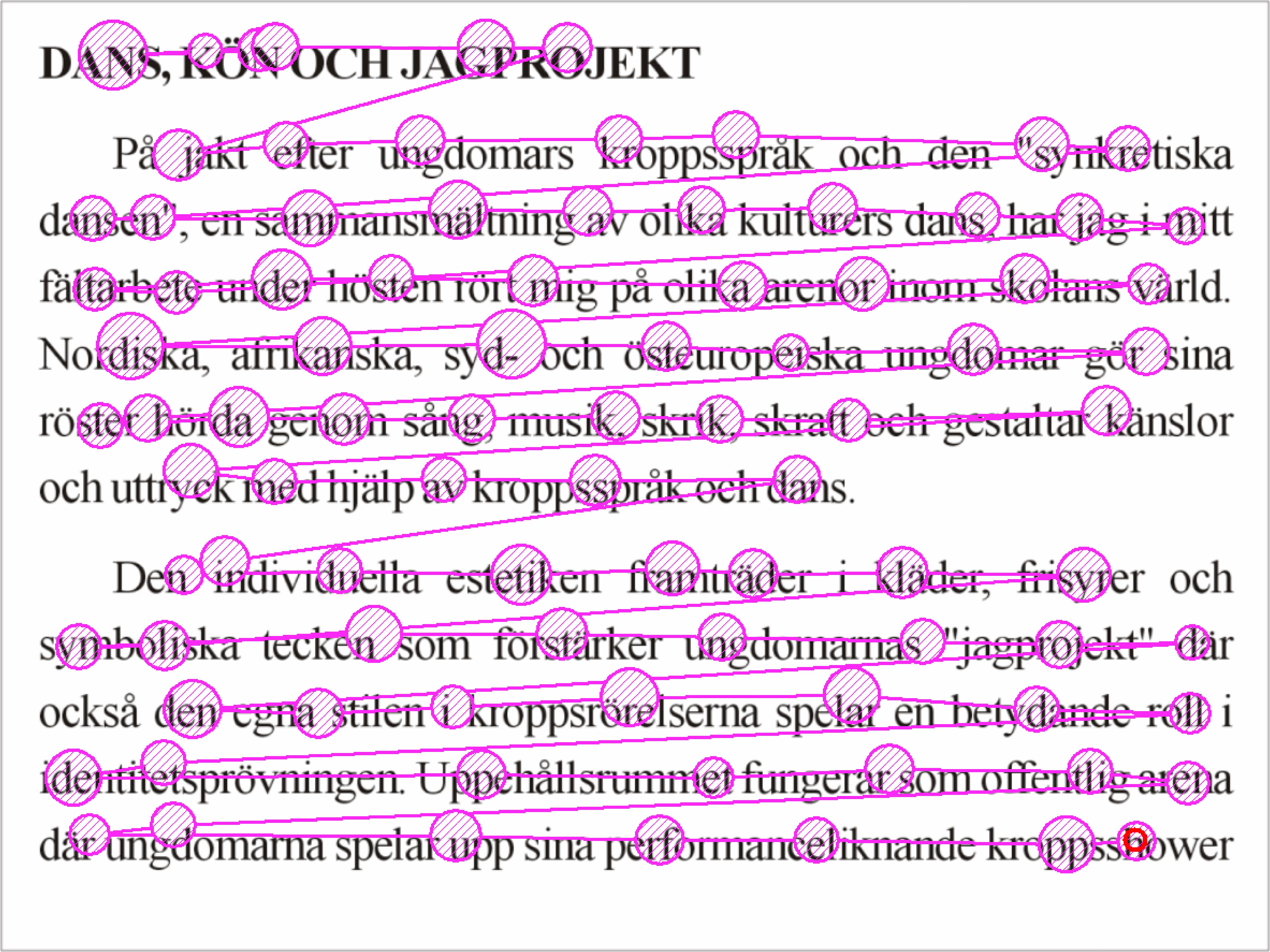
Przykład fiksacji i sakad przedstawionych na tekście. Typowy rozkład fiksacji podczas procesu czytania. Wzrok przesuwa się skokowo.

Edmund Huey zbudował pierwsze urządzenie mierzące ruch gałki ocznej, wykorzystując pewnego rodzaju soczewkę kontaktową z otworem na źrenicę. Soczewka była podłączona z aluminiowym wskaźnikiem, który informował o ruchu gałki, w oparciu o współczynnik regresji. Badania Hueya również potwierdziły zjawisko braku fiksacji na niektórych spośród czytanych wyrazów.
Pierwszy nieinwazyjny eye tracker został zbudowany przez Guy Thomas Buswella. Do tego celu użyto promieni światła, które odbijając się od powierzchni oka były rejestrowane na taśmie filmowej. Buswell prowadził systematyczne badania dotyczące czytania oraz procesów towarzyszących oglądaniu obrazu.

W 1950 roku, Alfred L. Yarbus przeprowadził istotne badania na temat eye trackingu. Opisał je w książce wydanej w 1967 roku. Wykazał, jak duży wpływ na ruchy oka ma wyznaczone zadanie eksperymentalne oraz opisał relacje między fiksacjami a zainteresowaniem. Pisał również na temat możliwości wnioskowania: „Zapisy ruchów oka wskazują, że obserwator zwraca szczególną uwagę tylko na pewne elementy występujące na zdjęciu (…) Ruch oczu odzwierciedla procesy myślowe człowieka; dlatego też, wnioski obserwatorów na temat myśli badanych, towarzyszących badaniu danego bodźca, mogą w pewnym zakresie opierać się na analizie ruchu gałek ocznych.  Na podstawie tych zapisów łatwo jest ustalić, które elementy przyciągają spojrzenie obserwatora (i w konsekwencji skupiają jego myśli), w jakiej kolejności i jak często".

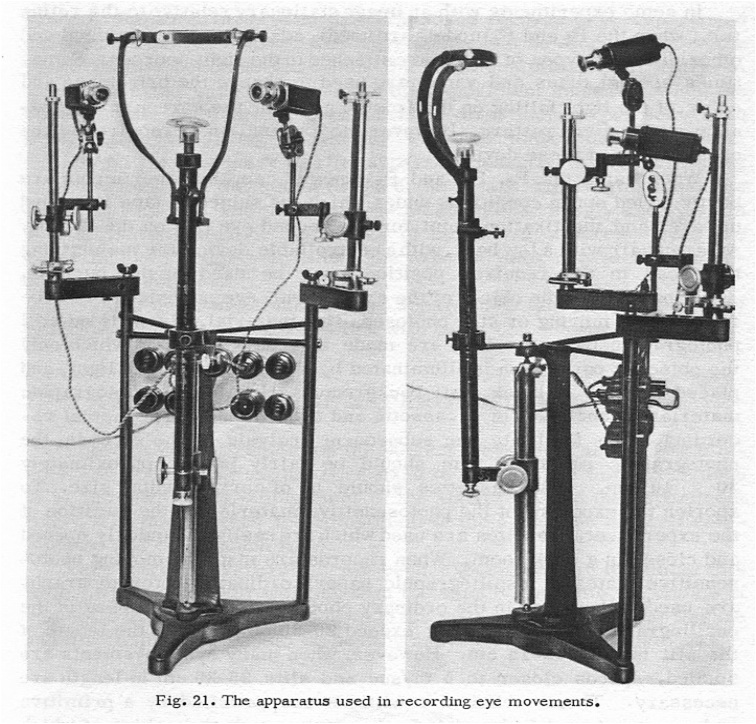
Okulograf użyty przez Yarbusa do badań nad ruchem gałki ocznej.

W 1970 roku, wzrosła ilość badań z wykorzystaniem eye trackingu, zwłaszcza badań dotyczących procesów czytania. Dobry przegląd badań w tym zakresie wykonał i opisał Rayner.
W 1980, Marcel A. Just i Patricia A. Carpenter sformułowali mającą duże znaczenie hipotezę „The Eye-Mind Hypothesis”, głoszącą, że ”nie występują znaczące opóźnienia pomiędzy tym, co jest spostrzegane a tym co przetwarzane”. Ida Kurcz i Anna Polkowska (1990), pisząc o tej hipotezie używają określenia: „hipoteza o natychmiastowości przechodzenia informacji od oka do umysłu”. Jeżeli hipoteza ta jest prawdziwa, oznacza to, że wtedy, kiedy badany patrzy na słowo lub obiekt, w tym samym czasie o nim myśli (procesy wykonawcze) i dokładnie tak długo jak rejestrowana jest fiksacja. Ta hipoteza jest często postrzegana jako oczywista przez badaczy rozpoczynających swoją przygodę z okulografią.
Hipoteza Jasta i Carpenter była często kwestionowana w świetle utajonych procesów uwagowych, myśleniu o czymś innym niż o tym na co w danym momencie się patrzymy, co ludzie często robią.
Konsensus zaproponowany przez Hoffmana mówi, że uwaga nieznacznie (100 do 250 ms) wyprzedza ruch gałki ocznej. Jak tylko przenosimy uwagę na inny element oczy podążają za tym obiektem zainteresowania.
Nadal nie potrafimy wnioskować na temat konkretnych procesów poznawczych, tylko na podstawie spostrzegania wzrokowego. Przykładem może być fiksacja (skupienie uwagi) na twarzy, które może oznaczać rozpoznanie, sympatię, niechęć, zaintrygowanie, itp. W związku z tym, badania okulograficzne są często prowadzone w połączeniu z innymi metodami, np. głośną introspekcją.

## Typy urządzeń badających ruchy gałki ocznej
Wyróżniamy trzy, najbardziej popularne typy okulografów:
1. Wykorzystujące nakładkę na gałkę oczną – specjalną soczewkę kontaktową z wbudowanym zwierciadłem lub uzwojeniem, a ruch mierzony jest z założeniem, że owa soczewka nie przemieszcza się na powierzchni gałki ocznej (nie ślizga się w wyniku ruchów oka, a jedynie porusza się razem z nim). Pomiary wykonywane przy użyciu tej metody dostarczają bardzo dokładnych wyników i są używane w zasadzie jedynie przez badaczy zajmujących się fizjologią ruchu gałki ocznej.
2. Druga, szeroka kategoria to okulografy wykorzystujące optyczne, bezkontaktowe (niezależne od badanego) metody pomiaru ruchu oka. Światło podczerwone odbija się od oka i następnie jest rejestrowane przez kamerę lub inny specjalnie zaprojektowany optyczny czujnik. Następnie zapis ten analizowany jest, aby wyodrębnić zmiany w tym sygnale, charakterystyczne dla ruchu oka ze zmian typowych jedynie dla odbicia światła. Tego typu eye trackery, oparte na technologii video, wykorzystują zazwyczaj odbicie rogówki oraz środek źrenicy. Bardziej czułą metodą jest śledzenie cech obrazu z wnętrza oka (korzystając z takich wskaźników jak np. naczynia krwionośne siatkówki). Wszystkie metody optyczne, w szczególności te oparte na nagraniach video, są powszechnie używane do śledzenia ruchu gałki ocznej oraz polecane ze względu na stosunkowo niską cenę i nieinwazyjność.
3. Trzecia kategoria okulografów wykorzystuje potencjał elektryczny mierzony przy użyciu elektrod umieszczonych wokół oczu. Oczy w tej metodzie są źródłem stałego potencjału pola elektrycznego. Sygnał elektryczny, jaki można uzyskać za pomocą dwóch par elektrod umieszczonych na skórze wokół oka nazywamy elektrookulogramem, a ten typ okulografu – elektrookulografem (EOG). Pomiar może być prowadzony w całkowitej ciemności oraz przy zamkniętych oczach. Jeśli badany skieruje oczy z centralnej pozycji w kierunku obwodowym, siatkówka zbliży się do jednej z tych elektrod, a rogówka, w opozycji do niej zbliży się do drugiej elektrody. Ta zmiana orientacji dipola, a tym samym potencjału elektrycznego umożliwia zarejestrowanie zmiany sygnału EOG analizowanych jako ruch pionowy lub poziomy oka. Metoda ta pozwala badać znacznie większy zakres ruchów poziomych i pionowych niż przy zastosowaniu innych technik, jednak jej czułość jest stosunkowo niska.